# أكي-يورت
ëأكي-يورت (بالروسية: Аки-Юрт) هي مدينة في جمهورية إنغوشيتيا في روسيا.
ãÇçĀمطيابتذتازززبت